# Striopulsellum galatheae
Striopulsellum galatheae är en blötdjursart som först beskrevs av Knudsen 1964.  Striopulsellum galatheae ingår i släktet Striopulsellum och familjen Pulsellidae. Inga underarter finns listade i Catalogue of Life.